# Кабачок
Кабачо́к (уменьш. от укр. кабак, «тыква», из тюркских языков) — кустовая разновидность тыквы обыкновенной с продолговатыми плодами, без плетей. Плоды могут быть зелёного, жёлтого, чёрного или белого цвета. Мякоть нежная и быстроваркая.

## Этимология
В русский язык слово «кабачок» пришло из украинского, где «кабак» обозначает тыкву. Украинский же, в свою очередь, заимствовал термин из тюркских языков, в которых «кабак» тоже означает «тыква».

## История
Кабачок происходит из северной Мексики (Оахакская долина), где первоначально в пищу употреблялись только его семена.
В Европу кабачок попал в XVI веке вместе с другими «диковинами» из Нового Света. Вначале кабачки выращивались в ботанических садах. В XVIII веке итальянцы первыми стали использовать недозревшие кабачки в пищу.
В 1998 году Джон Хэндбери из Честерфилда (Великобритания) вырастил кабачок весом 61,23 кг.

## Кабачки в кулинарии
Калорийность около 27 Ккал (на 100 г.). Кабачки богаты калием — 240 мг%, железом — 0,4 мг%, содержат органические кислоты — 0,1 %, витамины (мг%): С — 15, РР — 0,6, В1 и В2 — по 0,03, В6 — 0,11, каротин — 0,03.
Молодые кабачки имеют наилучшие вкусовые качества и легко усваиваются. Кабачки можно добавлять в детское меню, в рацион питания больных, идущих на поправку, а также людей, страдающих от проблем с пищеварением.
Благодаря лёгкой усваиваемости и низкой калорийности кабачок является одним из самых популярных овощей в диетах для похудения. Очень часто встречается в блюдах средиземноморской кухни, самое известное из которых — рататуй. Фаршированные цветки кабачка популярны у жителей Прованса.

### Кабачковая икра
Холодное закусочное блюдо из кабачков. Помимо измельчённой мякоти кабачков, в состав входят морковь, лук, томатная паста. Перед приготовлением кабачки проходят термическую обработку. Цвет икры в норме светло-коричневый.

## Цукини
Распространённая в Америке и Западной Европе разновидность кабачка — цукини (zucchini, уменьш. от ит. zucca, «тыква») с неветвящимся стеблем. По сравнению с другими кабачками плоды цукини ярче окрашены (часто полосато-пятнистые), нежнее на вкус, и устойчивы к длительному хранению. Листья сильно изрезаны, зачастую с узором серебристого оттенка.
Молодые плоды длиной 10—15 см употребляется пищу также и в сыром виде (в салатах).

## Галерея

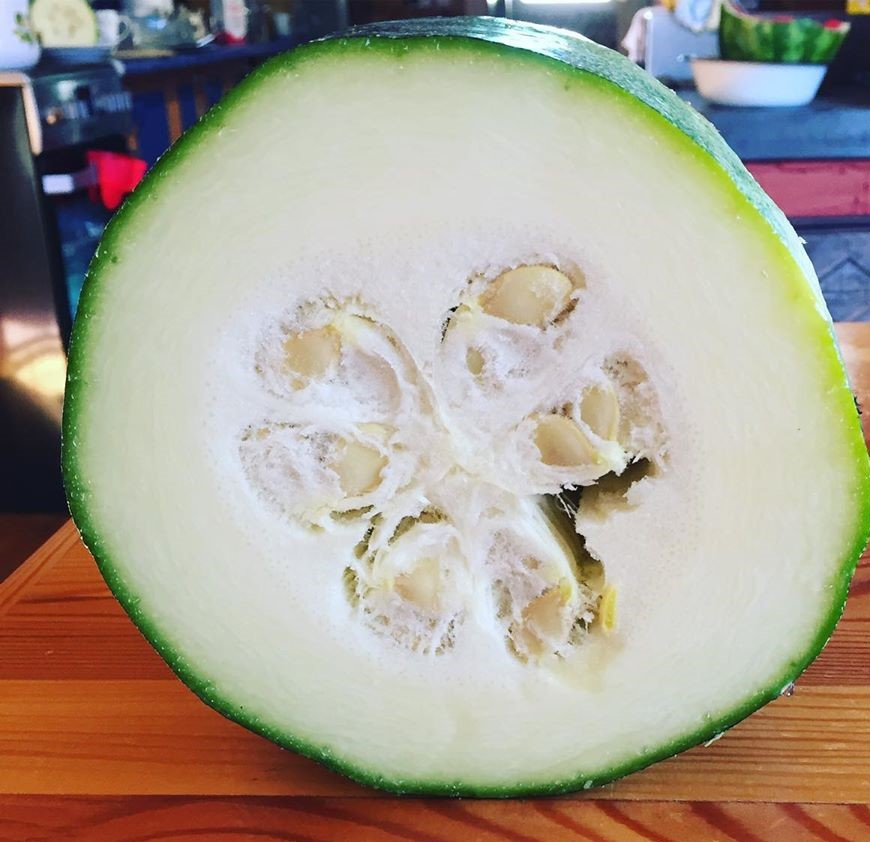
Кабачок в разрезе
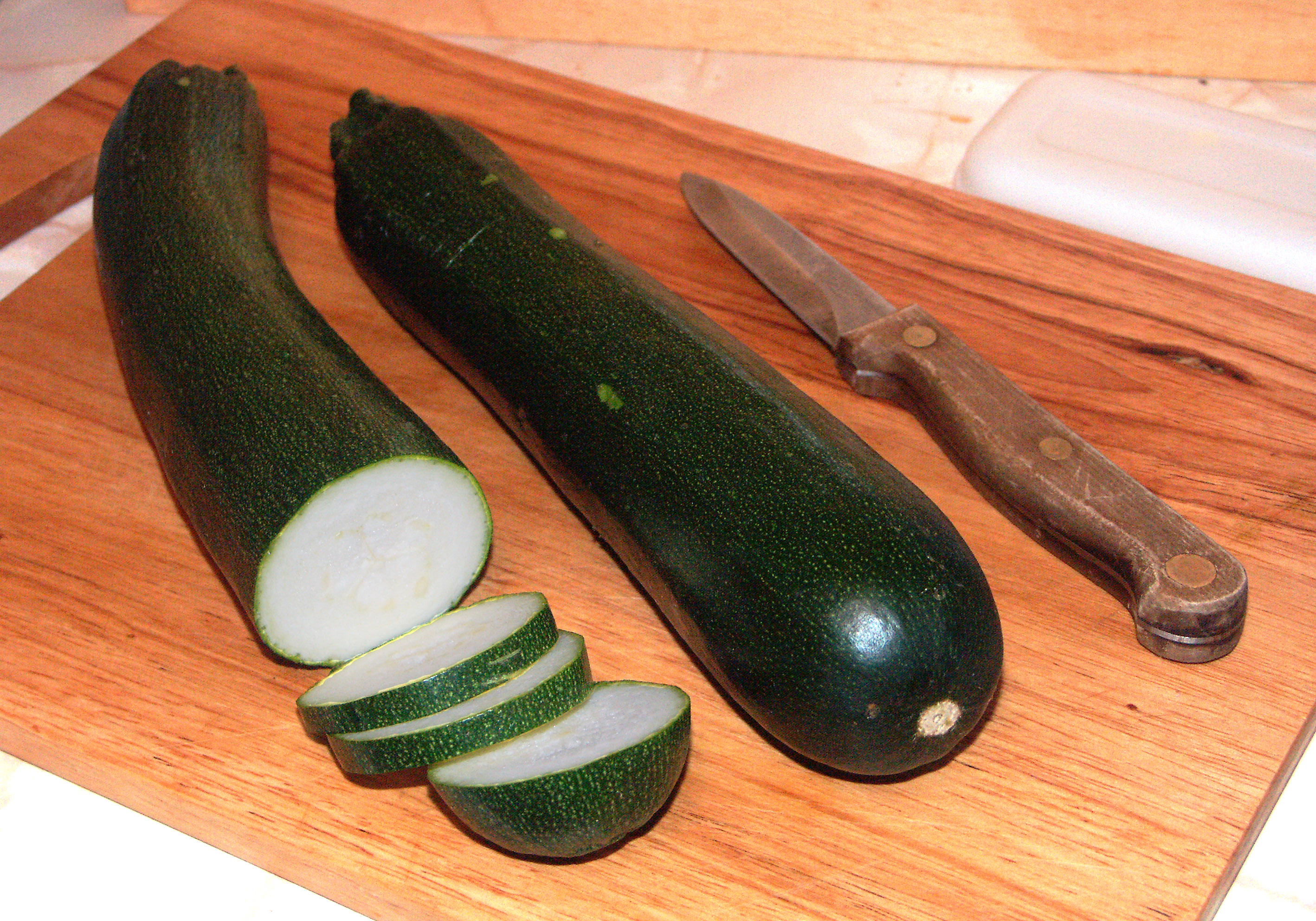
Цукини
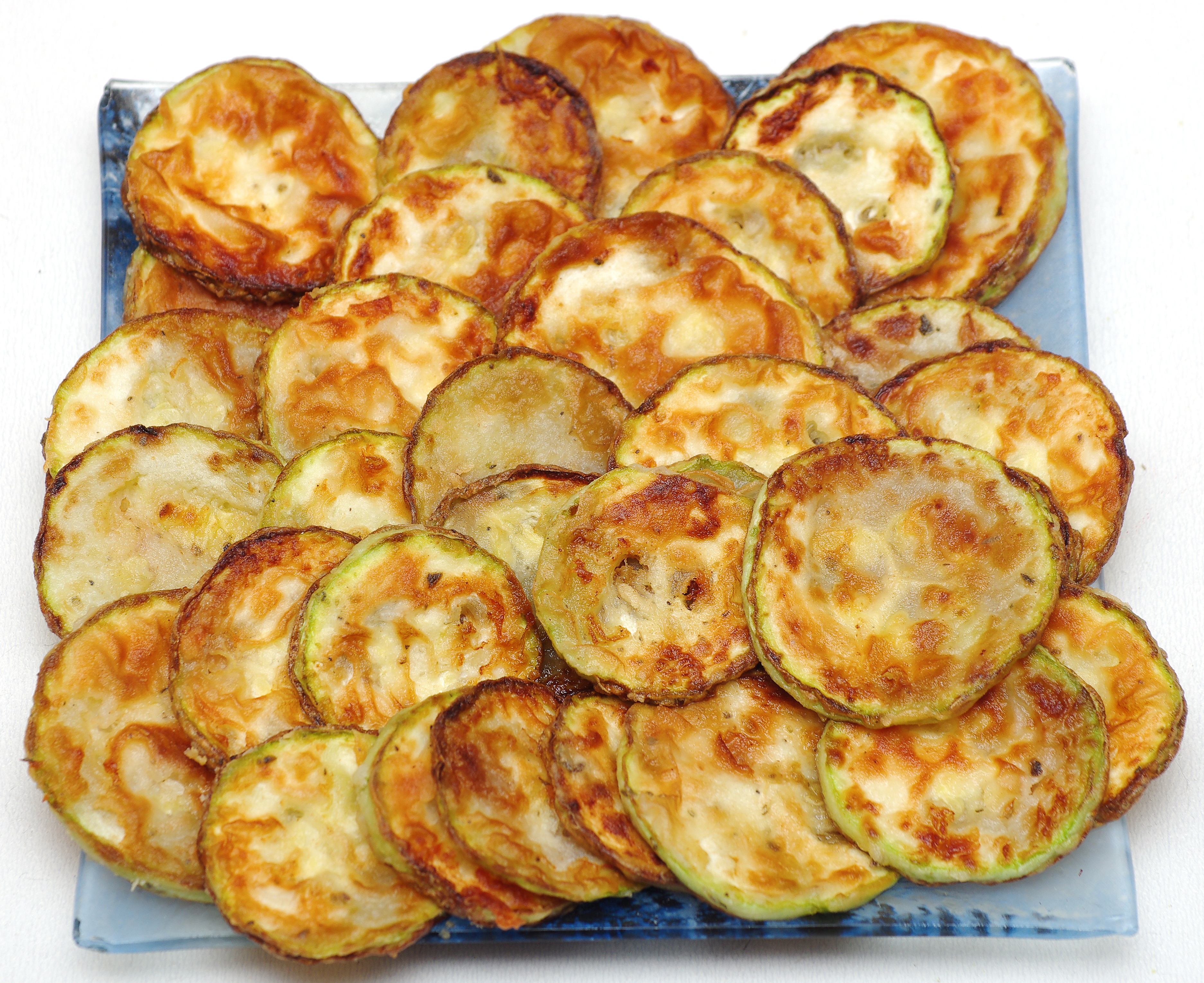
Жареные кабачки